# The Devil's Double
The Devil's Double è un film del 2011 diretto da Lee Tamahori.
Il film, di produzione belga-olandese, è interpretato da Dominic Cooper nel doppio ruolo di 'Uday Saddam e Latif Yahia. Esso è basato sul libro The Devil's Double di Latif Yahia (1995).